# Gabriel Meléndez
Gabriel Gustavo Meléndez Jaure (Santiago, Región Metropolitana de Santiago, Chile, 9 de marzo de 1993) es un futbolista chileno.  Fue defensa en Santiago Wanderers de la Primera División de Chile. Actualmente juega como volante en Club Deportivo Real Juventud San Joaquín.

## Trayectoria
Comenzó su carrera en las divisiones inferiores de la Universidad de Chile donde con tan solo 12 años de edad marcando grandes diferencias futbolísticas logró firmar por el club de sus amores Universidad de Chile. A sus dieciséis años de la mano de Gerardo Pelusso logra disputar un encuentro amistoso ante Provincial Talagante siendo citado con las grandes figuras de este club. Finaliza su periodo de formación con Jorge Sampaoli a sus 19 años siendo también jugador Spariing (ayudante de Jorge) luego pasaría a jugar por Santiago Wanderers de Valparaíso donde daría el salto al primer equipo siendo citado en la Copa Chile 2012/13 para enfrentar el partido de vuelta frente a Unión La Calera donde su equipo caería pero el debutaría como titular jugando los noventa minutos.

## Clubes
| Equipo                   | Temporada           | Liga Local | Liga Local | Copas Local(1) | Copas Local(1) | Competición Internacional | Competición Internacional | Total | Total |
| Equipo                   | Temporada           | PJ         | Goles      | PJ             | Goles          | PJ                        | Goles                     | PJ    | Goles |
| ------------------------ | ------------------- | ---------- | ---------- | -------------- | -------------- | ------------------------- | ------------------------- | ----- | ----- |
| Santiago Wanderers Chile | Clausura 2012       | --         | --         | 1              | 0              | --                        | --                        | 1     | 0     |
| Santiago Wanderers Chile | Total               | --         | --         | 1              | 0              | --                        | --                        | 1     | 0     |
| Total de su Carrera      | Total de su Carrera | --         | --         | 1              | 0              | --                        | --                        | 1     | 0     |

Estadísticas actualizadas a la fecha: 16 de noviembre de 2012.
- 1Las copas locales se refieren a la Copa Chile.